# Världsmästerskapen i rodel 2020
Världsmästerskapen i rodel 2020 arrangerades i Sotji i Ryssland mellan den 14 och 16 februari 2020.
Sotji utsågs till arrangörsstad vid International Luge Federations kongress i Lake Placid i juni 2016, staden var den enda sökanden.

## Medaljörer
| Gren         | Guld                                                               | Silver                                                             | Brons                                                         |
| Damsingel    | Jekaterina Katnikova (RUS)                                         | Julia Taubitz (GER)                                                | Viktorija Demtjenko (RUS)                                     |
| Damsprint    | Jekaterina Katnikova (RUS)                                         | Tatjana Ivanova (RUS)                                              | Elīza Cauce (LAT)                                             |
| Herrsingel   | Roman Repilov (RUS)                                                | Jonas Müller (AUT)                                                 | Wolfgang Kindl (AUT)                                          |
| Herrsprint   | Roman Repilov (RUS)                                                | David Gleirscher (AUT)                                             | Dominik Fischnaller (ITA)                                     |
| Dubbel       | Toni Eggert/Sascha Benecken (GER)                                  | Aleksandr Denisev/Vladislav Antonov (RUS)                          | Tobias Wendl/Tobias Arlt (GER)                                |
| Dubbelsprint | Aleksandr Denisev/Vladislav Antonov (RUS)                          | Emanuel Rieder/Simon Kainzwaldner (ITA)                            | Tobias Wendl/Tobias Arlt (GER)                                |
| Lagstafett   | Tyskland Julia Taubitz Johannes Ludwig Toni Eggert/Sascha Benecken | Lettland Kendija Aparjode Kristers Aparjods Andris Šics/Juris Šics | USA Summer Britcher Tucker West Chris Mazdzer/Jayson Terdiman |

## Medaljtabell
| Pl.    | Nation    | Guld | Silver | Brons | Totalt |
| ------ | --------- | ---- | ------ | ----- | ------ |
| 1      | Ryssland  | 5    | 2      | 1     | 8      |
| 2      | Tyskland  | 2    | 1      | 2     | 5      |
| 3      | Österrike | 0    | 2      | 1     | 3      |
| 4      | Italien   | 0    | 1      | 1     | 2      |
| 4      | Lettland  | 0    | 1      | 1     | 2      |
| 6      | USA       | 0    | 0      | 1     | 1      |
| Totalt | Totalt    | 7    | 7      | 7     | 21     |